# 켄다마

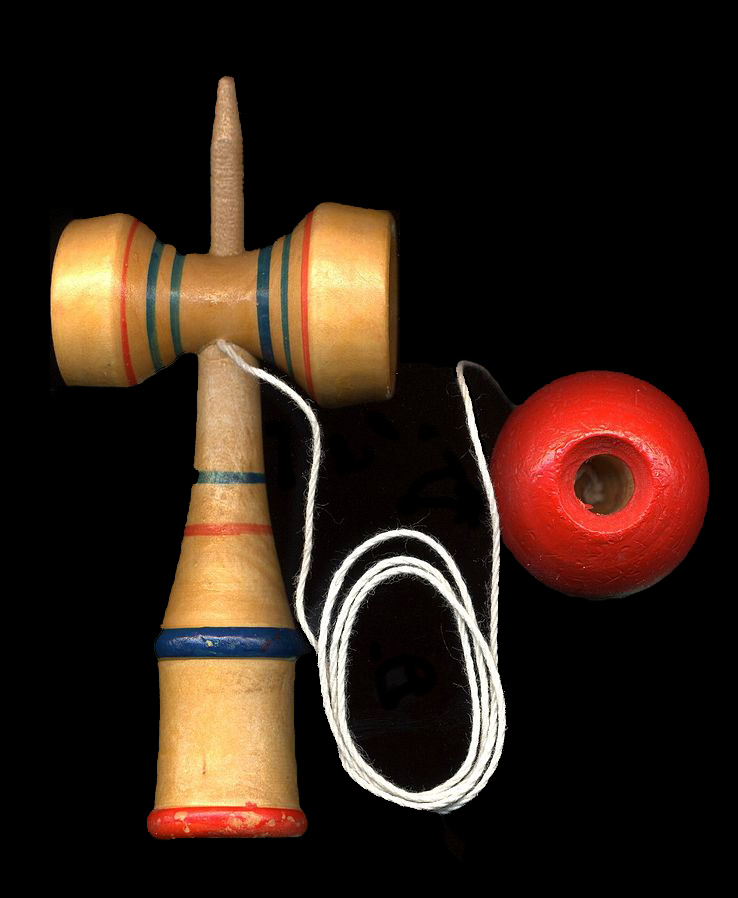
켄다마.

켄다마(일본어: けん玉 겐다마[*])는 본체와 공이 줄로 이어져 있는 장난감을 요요처럼 당겨서 양 옆 받침대 혹은 위쪽 뾰족한 곳에 끼워넣는 일본의 전통놀이이다.

## 같이 보기
- 요요